# Amastus medicoides
Amastus medicoides är en fjärilsart som beskrevs av De Toulgoët 1984. Amastus medicoides ingår i släktet Amastus och familjen björnspinnare. Inga underarter finns listade i Catalogue of Life.